# Boissy-le-Châtel
Boissy-le-Châtel è un comune francese di 3 151 abitanti situato nel dipartimento di Senna e Marna nella regione dell'Île-de-France.

## Società

### Evoluzione demografica
Abitanti censiti